# Van Wyksvlei
Van Wyksvlei of (Van Wyk's Vlei) is een dorp gelegen in de gemeente Kareeberg, die ook uit Vosburg en Carnarvon bestaat, in de Zuid-Afrikaanse provincie Noord-Kaap. Het dorp ligt in de zuidelijke rand van het Boesmanland en wordt omringd door zoutpannen. Bij Springbokoog kan er bosjesmannenkunst worden bezichtigd, 30 km noordwestelijk van het dorp.

## Geschiedenis
Het dorp is in 1882 oorspronkelijk als Van Wyk's Vley Estate gesticht en is vernoemd naar een plaatselijke boer. Tijdens de Tweede Boerenoorlog was er een gevecht, waarvoor twee Victoria Cross medailles werden uitgereikt aan: Harry Hampton en Henry Knight voor dappere daden. In 1975 verkreeg Van Wyksvlei de gemeentelijke status.

## Van Wyksvleidam
De Van Wyksvleidam werd in 1883 voltooid en was de eerste door de overheid gefinancierde en gebouwde dam in Zuid-Afrika.

## Subplaatsen
Het nationaal instituut voor de statistiek, Stats SA, deelt sinds de census 2011 deze hoofdplaats in in zogenaamde subplaatsen (sub place), c.q. slechts één subplaats:
Van Wyksvlei.